# Esercito segreto
L'Esercito segreto (AS) era costituito da un gruppo di combattenti della Resistenza francese, creato nel settembre 1942, durante la seconda guerra mondiale.

## Organizzazione
Questa struttura di combattimento era il risultato del raggruppamento delle formazioni paramilitari dei tre più importanti movimenti di resistenza "Gollista"  della zona meridionale: Combat, Liberation-Sud e Franc-Tireur.
A metà del 1942, nella Regione R1, questi tre movimenti principali desideravano coordinare le unità militari a loro disposizione, al fine di renderle più efficaci. Henri Frenay, il capo del combattimento, rivendicò il comando della nuova struttura, ma incontrò l'opposizione di Emmanuel d'Astier de La Vigerie, capo della Liberation-Sud  e quella di Jean-Pierre Lévy, leader di Franc-Tireur. Jean Moulin, insistendo sul fatto che questo posto non era occupato da una personalità già impegnata in un movimento, propose il nome di Charles Delestraint, generale ricordato dal suo ritiro durante la battaglia di Francia, che ammirava de Gaulle, poi che lui aveva sotto i suoi ordini e odiava il Governo di Vichy. Fu l'unico ufficiale generale ad essere stato promosso nonostante la sconfitta; la proposta venne accettata all'unanimità.
Il 28 agosto 1942, a Lione, ebbe luogo il primo incontro tra Jean Moulin e il generale Delestraint. Al termine dell'intervista, Jean Moulin mise a disposizione di Delestraint i tre leader regionali delle formazioni paramilitari dei maggiori movimenti, permettendogli così di scegliere il più adatto alla leadership regionale dell'Esercito segreto. A questo incarico, clandestino e pericoloso, il generale nominò il capitano Claudius Billon. Da settembre, Billon, conoscendo l'esiguo numero di uomini coinvolti nella Resistenza e capaci di assumersi responsabilità e rischi, dopo aver preso i contatti necessari, nominò ciascuno dei capi dipartimento AS di R1, ad eccezione del capo dipartimento AS dell'Ain, chiamato direttamente da Delestraint.
In ottobre, Delestraint venne nominato (ufficialmente) dal generale de Gaulle (anche il generale de Lattre era stato contattato per questo posto, ma aveva rifiutato). Tuttavia, l'effettiva assunzione del comando non ebbe luogo fino all'11 novembre 1942. Il suo segretario era François-Yves Guillin e il leader del 2° ufficio era Joseph Gastaldo. André Lassagne era il vice di Gastaldo, prima di diventare un uomo di Delestraint, e l'informazione venne affidata ad Albert Lacaze (4° ufficio). Il suo capo di stato maggiore era François Morin-Forestier, di Combat, uno staff in cui era integrato anche Raymond Aubrac
Il 27 novembre 1942, a Collonges-au-Mont-d'Or, ebbe luogo la riunione costitutiva del Comitato di coordinamento della zona sud: il capo dell'Esercito segreto fu presentato da Jean Moulin agli ufficiali convocati. Questo comitato aveva lo scopo di preparare l'unione dei tre grandi movimenti di resistenza.
Inesperto di fronte ai vincoli della vita clandestinità, Delestraint attraversò comunque la linea di demarcazione, in dicembre, per prendere contatto con i principali movimenti nella zona nord, quelli della Liberation, dell'Organizzazione civile e militare (OCM), del Fronte nazionale e di Liberation-Nord. Poi, tornato in zona franca, partecipò alla creazione del Mouvements unis de la Résistance (MUR), durante la riunione del 26 gennaio 1943, a Miribel, nel dipartimento dell'Ain.
Nella regione R1, all'inizio di febbraio 1943, l'esercito segreto fu decapitato da Hugo Geissler, comandante della Sicherheitspolizei - Sicherheitsdienst a Vichy, e dai suoi uomini. Il 1º febbraio, a Lione, in Place du Pont, arrestò il capitano Claudius Billon, capo della R1 AS (undici dipartimenti) e Pierre Lavergne, suo vice. Il 3 febbraio, a Saint-Étienne (al 31, rue Basse-des-Rives), durante una riunione segreta del personale dell'AS dipartimentale, arrestò il capo dell'AS Loire, il luogotenente Gaëtan Vidiani e i suoi compagni. Il 10 febbraio, a Puy-en-Velay, proseguì lo smantellamento dell'AS in R1 con l'arresto del capo dell'AS Haute-Loire, capitano Alfred Salvatelli, a casa sua, nonché dei suoi compagni. Da quest'ultimo arresto (10 febbraio), il dipartimento dell'Alta Loira si trasferì nella regione R6 (Auvergne). Il 27 maggio 1943, questi tre arresti, orchestrati da Geissler, figuravano in primo piano all'inizio del rapporto Kaltenbrunner indirizzato a von Ribbentrop, ministro degli Affari esteri del Reich.
Delestraint cercò quindi, contro il parere di Frenay (che era stato provvisoriamente nominato Delegato Generale dell'Esercito segreto), di porre l'esercito sotto la supervisione del MUR. Frenay, essendo, da una parte, il n. 2 dell'Esercito segreto, e, dall'altro, un membro del comitato di coordinamento di questo stesso esercito, desiderava il richiamo di Delestraint e la sua nomina a capo dell'Esercito segreto, desideri nuovamente respinti dagli altri membri del comitato di coordinamento, Moulin, d'Astier e Lévy.
A Londra, nel febbraio 1943, per incontrare le autorità alleate, Delestraint fu incaricato di rendere la sua truppa il "nucleo del futuro esercito francese", stimato in 150 000 uomini. Sfortunatamente, François Morin-Forestier venne arrestato a marzo, insieme a Raymond Aubrac, Maurice Kriegel-Valrimont e Serge Ravanel del MUR, e non fu rilasciato fino a maggio, grazie all'azione del suo ex compagno di detenzione, Raymond Aubrac. Il suo rilascio, tuttavia, non consentì il suo ritorno nello staff: troppo esposto, venne inviato verso Londra. In aprile Delestraint ripartì per Parigi dove giunse l'11 aprile. Nel rapporto del 4 giugno, Moulin deplorava i rischi che si assumeva Delestraint, svolgendo il suo lavoro da solo quando avrebbe dovuto essere meglio supportato.
Il 9 giugno 1943, Delestraint, Gastaldo e Jean-Louis Théobald, uno dei loro vice, furono arrestati a Parigi. Il 21 giugno si svolse una riunione del personale, per trovare un successore di Delestraint, a Caluire-et-Cuire. Il tenente colonnello Émile Schwarzfeld, candidato per la successione di Delestraint, Aubrac, candidato alla leadership nella zona settentrionale, e Lassagne, per la zona meridionale, così come altri leader della Resistenza come Moulin, Henri Aubry, René Hardy, Albert Lacaze e Bruno Larat vennero fatti prigionieri. Nel luglio 1943, il colonnello Pierre Dejussieu-Pontcarral fu nominato capo di stato maggiore di un esercito segreto ora senza un capo ufficiale. Il capo di stato maggiore per la zona sud divenne il generale Jouffrault fino all'agosto 1943, quando anche lui venne arrestato.
Il 1º febbraio 1944, l'Esercito segreto (tendenza gollista) si scioglie nelle Forze interne francesi (FFI), con l'Organizzazione di resistenza dell'esercito (ORA Giraud) e i Franchi tiratori e partigiani francesi (FTPF, comunisti, da non confondere con il movimento Franc-Tireur).

## Nelle regioni

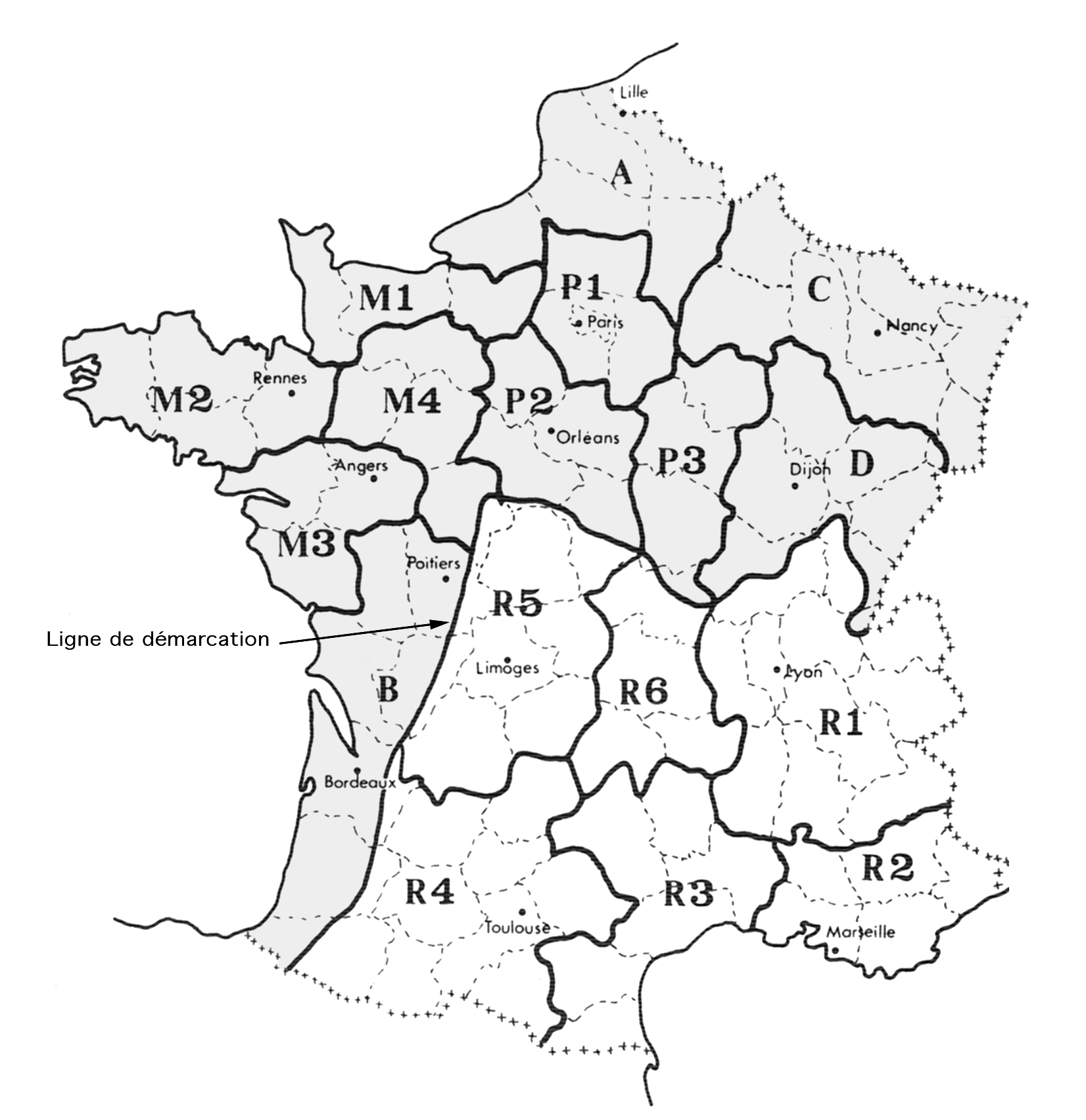
L'organizzazione della Resistenza nelle diverse regioni

Questa struttura era presente principalmente nella metà meridionale della Francia: Rodano-Alpi (regione di resistenza R1) e Auvergne (regione di resistenza R6), ma anche Limosino (regione di resistenza R5), sud-est (regione di resistenza R2) e sud-ovest (regione di resistenza R4). Corrispondeva all'organizzazione usata da Combat.
L'unificazione delle regioni della zona franca richiese solo poche settimane, i vari capi furono scelti tra i capi regionali in carica. Nella regione "A", gli effettivi erano quasi interamente composti da membri dell'OCM.